# Theridion orgea
Theridion orgea är en spindelart som först beskrevs av Claude Lévi 1967.  Theridion orgea ingår i släktet Theridion och familjen klotspindlar. Inga underarter finns listade i Catalogue of Life.